# Elaphocera denticornis
Elaphocera denticornis är en skalbaggsart som beskrevs av Edmund Reitter 1902. Elaphocera denticornis ingår i släktet Elaphocera och familjen Melolonthidae. Inga underarter finns listade i Catalogue of Life.